# Skačany
Skačany (Hongaars: Szkacsány) is een Slowaakse gemeente in de regio Trenčín, en maakt deel uit van het district Partizánske.
Skačany telt 1.285 inwoners.